# شل پوینت (کارولینای جنوبی)
شل پوینت(به انگلیسی: Shell Point) شهری در ایالت کارولینای جنوبی کشور ایالات متحده آمریکا است که جمعیت آن در سرشماری سال ۲۰۱۰ میلادی، ۲٬۳۳۶ نفر بوده‌است.